# Konrad Matuszewski
Konrad Matuszewski, né le 4 octobre 2001 à Włoszczowa en Pologne, est un footballeur polonais qui joue au poste d'arrière gauche au Warta Poznań.

## Biographie

### Carrière en club
Né à Włoszczowa en Pologne, Konrad Matuszewski commence le football avec deux clubs de sa ville natale, le Deko Włoszczowa puis le Hetman Włoszczowa avant de rejoindre le Legia Varsovie en 2014, où il poursuit sa formation. Il commence toutefois sa carrière au Wigry Suwałki, où il est prêté le 17 juillet 2019 pour la saison 2019-2020. Il joue son premier match en professionnel avec ce club le 17 août 2019, lors d'une rencontre de championnat face au Podbeskidzie Bielsko-Biała. Il est titularisé et son équipe l'emporte par un but à zéro.
En août 2020, Matuszewski est prêté pour une saison à l'Odra Opole.
Le 15 juillet 2021, Matuszewski quitte définitivement le Legia Varsovie pour s'engager en faveur du Warta Poznań. Il signe un contrat courant jusqu'en juin 2024. 

### En sélection
Konrad Matuszewski commence sa carrière internationale avec les moins de 15 ans, jouant deux matchs en 2015 et 2016.
Konrad Matuszewski joue un seul match avec l'équipe de Pologne des moins de 20 ans le 2 septembre 2021 contre l'Italie. Il entre en jeu et son équipe s'incline par deux buts à zéro.